# مردی با نقاب آهنین (فیلم ۱۹۹۸)
مردی با نقاب آهنین (به انگلیسی: The Man in the Iron Mask) فیلمی محصول سال ۱۹۹۸ به کارگردانی رندل والاس است. این فیلم بر اساس یکی از داستان‌های سه تفنگدار نوشته الکساندر دوما ساخته شده است. فیلم به بررسی معمای مردی با نقاب آهنی می‌پردازد. در این فیلم لئوناردو دی‌کاپریو، جرمی آیرونز، جان مالکوویچ، گابریل بیرن و ژرار دوپاردیو بازی کرده‌اند.

## خلاصه داستان
لوئی چهاردهم به‌طور ظالمانه‌ای بر فرانسه حکمرانی می‌کند و دهقانان را مورد اذیت و آزار قرار می‌دهد و به آن‌ها غذای فاسد می‌دهد و حتی پس از شورش، دستور اعدام آن‌ها را صادر می‌کند. لوئی سه تفنگدار افسانه‌ای را بازنشسته کرده است.
رائول فرزند آتوس می‌خواهد با دختری به نام کریستین ازدواج کند ولی در یک مهمانی شاه نگاهش متوجه کریستین می‌شود و از او خوشش می‌آید. از طرفی رائول کشته می‌شود و پدرش دارتانیان را مقصر مرگ او می‌داند. در پی مرگ رائول، کریستین به قصر می‌رود و با لوئی رابطه برقرار می‌کند. از طرفی سه تفنگدار تصمیم می‌گیرند سوگند وفاداری خود به شاه را بشکنند و برای همین به زندان رفته و زندانی مشکوکی که سال‌ها در یک نقاب آهنی زندگی کرده را فراری می‌دهند و یک جسد را به جای او در نقاب قرار می‌دهند.
آنها متوجه می‌شوند او فیلیپ، برادر دوقلوی لوئی است. از همین رو تصمیم می‌گیرند تا رسوم سلطنتی را به او بیاموزند و لوئی را در مراسمی ربوده و فیلیپ را جانشین او کنند. اما نقشه آن‌ها به درستی پیش نمی‌رود و فیلیپ دوباره به زندان می‌افتد. پس از چندی دارتانیان اعلام می‌کند که این دو نفر در حقیقت فرزندان او هستند. و در نهایت آن‌ها موفق می‌شوند جای این دو نفر را عوض کرده و فیلیپ را به عنوان پادشاه بر تخت بنشانند و لوئی را در ماسک قرار داده و به زندان بیندازند.

## بازیگران
- لئوناردو دی‌کاپریو در نقش لوئی چهاردهم/فیلیپ
- جرمی آیرونز در نقش آرامیس
- جان مالکوویچ در نقش آتوس
- گابریل بیرن در نقش دارتانیان
- ژرار دوپاردیو در نقش پورتس
- آن پاریو در نقش آن از اتریش
- ژودیت گدرش در نقش کریستین
- پیتر سارسگارد در نقش رائول
- هیو لوری در نقش پیر
- بریژیت اوبر در نقش ندیمه